# Gaeltacht

Írország hivatalos Gaeltacht régiói

A Gaeltacht egy ír szó, amely az ír nyelvű régiókat jelöli. Írországban a Gaeltacht (angolul: The Gaeltacht, írül: An Ghaeltacht) vonatkozhat külön-külön és együtt is minden olyan régióra, amelyet a kormány jellemzően ír nyelvű régióként ismer el, azaz ahol az ír nyelvet otthon anyanyelvként beszélik az emberek. Ezeket a régiókat először az Ír Szabadállam korai éveiben, a gael újjászületés időszaka után ismerték el hivatalosan, az ír nyelv felélesztését célzó kormányzati politika részeként.

## Fordítás
- Ez a szócikk részben vagy egészben a Gaeltacht című angol Wikipédia-szócikk ezen változatának fordításán alapul.  Az eredeti cikk szerkesztőit annak laptörténete sorolja fel. Ez a jelzés csupán a megfogalmazás eredetét és a szerzői jogokat jelzi, nem szolgál a cikkben szereplő információk forrásmegjelöléseként.